# 羅奇福德和東紹森德 (英國國會選區)
羅奇福德和東紹森德（英語：Rochford and Southend East），英國國會一郡選區，包括英格蘭東部埃塞克斯郡濱海紹森德東部和羅奇福德區南部。始設於1997年。
本區一直支持保守黨。詹姆斯·達德里奇在2010年大選中以46.9%選票勝出該區連任。